# Касапско
Касапско е село в Южна България. То се намира в община Мадан, област Смолян.

## География
Село Касапско се намира в планински район.